# 1991-es US Open (tenisz)
Az 1991-es US Open az év negyedik Grand Slam-tornája, a US Open 111. kiadása. New Yorkban rendezték meg augusztus 26. és szeptember 8. között.
A győzelmet a férfiaknál a svéd Stefan Edberg, a nőknél a jugoszláv színekben induló Szeles Mónika szerezte meg.

## Döntők

### Férfi egyes
Stefan Edberg -   Jim Courier, 6-2, 6-4, 6-0

### Női egyes
Szeles Mónika -  Martina Navratilova, 7-6, 6-1

### Férfi páros
John Fitzgerald /  Anders Järryd -  Scott Davis /  David Pate, 6-3 3-6 6-3 6-3

### Női páros
Pam Shriver /  Natallja Zverava -  Jana Novotná /  Larisa Szavcsenko-Neiland, 6-4, 4-6, 7-6(5)

### Vegyes páros
Manon Bollegraf /  Tom Nijssen -  Arantxa Sánchez Vicario /  Emilio Sánchez Vicario, 6-2 7-6

## Juniorok

### Fiú egyéni
Lijendar Pedzs –  Karim Alami 6–4, 6–4

### Lány egyéni
Karina Habšudová –  Anne Mall 6–1, 6–3

### Fiú páros
Karim Alami /  John-Laffnie de Jager –  Michael Joyce /  Vince Spadea 6–4, 6–7, 6–1

### Girls' Doubles
Kristin Godridge /  Nicole Pratt –  Åsa Carlsson /  Cătălina Cristea 7–6, 7–5